# حركة الجمهورية الثانية
حركة الجمهوريّة الثّانية حركة سياسيّة مستقلّة عن أي إيديولوجية وتخيّر المواقف البراغماتيّة.
أول الأولويات للحزب هي العدالة. الديمقراطية مثلا من نّتائج العدالة وليس العكس. العديد من مواقف الحزب (السّياسة الخارجيّة ومسالة الهوية على سبيل المثال) تتماشى مع مواقف الرئيس السّابق الحبيب بورقيبة.